# Епимахов, Николай Михайлович

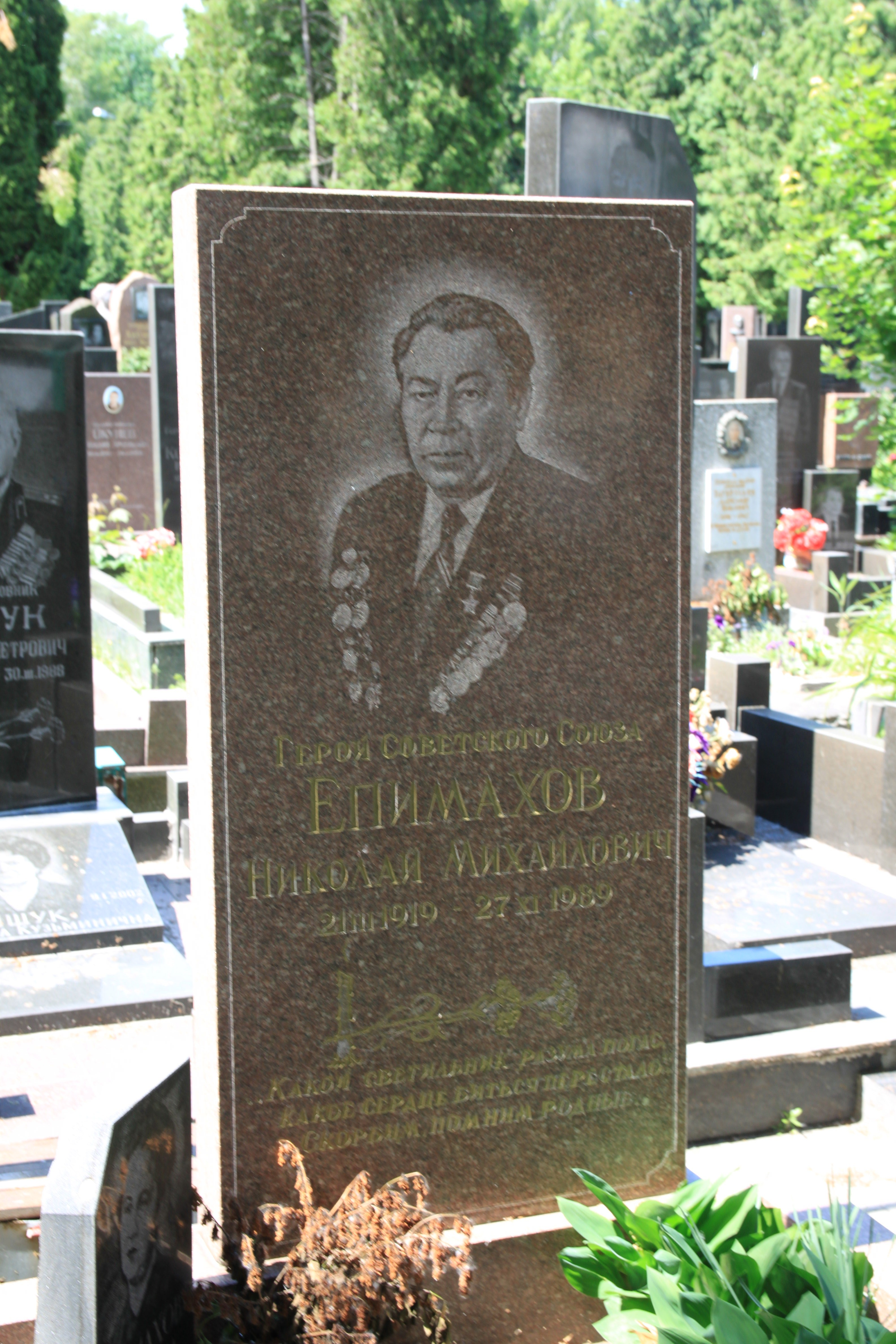
Могила Епимахова на Лукьяновском военном кладбище

Николай Михайлович Епимахов  (21 марта 1919, Нижний Тагил, Пермская губерния — 27 ноября 1989, Киев) — старший лейтенант, Герой Советского Союза, командир дивизиона 576-го артиллерийского Краснознамённого полка 167-й стрелковой Сумско-Киевской дважды Краснознамённой дивизии 38-й армии Воронежского фронта.

## Биография
Родился 21 марта 1919 года в городе Нижний Тагил ныне Свердловской области в семье рабочего. Русский. Окончил среднюю школу № 1 и четыре курса Уральского политехнического института в Свердловске.
Николай Епимахов был призван в ряды Красной армии. Окончил ускоренный курс Смоленского артиллерийского училища. Начал принимать участие в боях с июля 1942 года. Воевал под Воронежем, Сумами, Киевом, в Румынии, Венгрии, Чехословакии. Член КПСС с 1943 года.
С 1946 года подполковник Н. М. Епимахов отправлен в запас. В 1947 году был секретарем Кировского райкома ВЛКСМ г. Свердловска.
В 1948 году окончил Уральский политехнический институт, где получил специальность инженера-химика. Позже работал заместителем начальника цеха Нижнетагильского коксохимического завода. С 1954 года жил в городе Днепродзержинск Днепропетровской области.
Работал главным инженером Боглейского коксохимического завода.
В 1984 году Епихамов Николай Михайлович вышел на пенсию и переехал в Киев, где скончался 27 ноября 1989 года. Был похоронен в Киеве на Лукьяновском военном кладбище.

## Подвиг
Был командиром взвода, батареи, дивизиона, начальником артиллерии полка. Был дважды тяжело ранен и контужен. Особо проявил себя в боях за Днепр, где в качестве командира дивизиона 576-го артиллерийского полка участвовал в отражении многочисленных контратак противника и огнём орудий обеспечил батальону захват и расширение плацдарма на правом берегу Днепра.
Указом Президиума Верховного Совета СССР от 13 ноября 1943 года за мужество и героизм, проявленные при форсировании Днепра и удержании плацдарма старшему лейтенанту Николаю Михайловичу Епимахову присвоено звание Героя Советского Союза с вручением ордена Ленина и медали «Золотая Звезда».

## Награды
- Медаль «Золотая Звезда»;
- орден Ленина;
- орден Отечественной войны 1-й степени;
- орден Отечественной войны 2-й степени.

## Память
В Екатеринбурге имя Героя увековечено на обелиске Героев Советского Союза, которые учились и работали УГТУ-УПИ.